# Мота-дель-Маркес
Мота-дель-Маркес (ісп. Mota del Marqués) — муніципалітет в Іспанії, у складі автономної спільноти Кастилія-і-Леон, у провінції Вальядолід. Населення — 393 особи (2010).
Муніципалітет розташований на відстані близько 180 км на північний захід від Мадрида, 36 км на захід від Вальядоліда.

## Демографія
Динаміка населення (INE ):